# Endocarpi

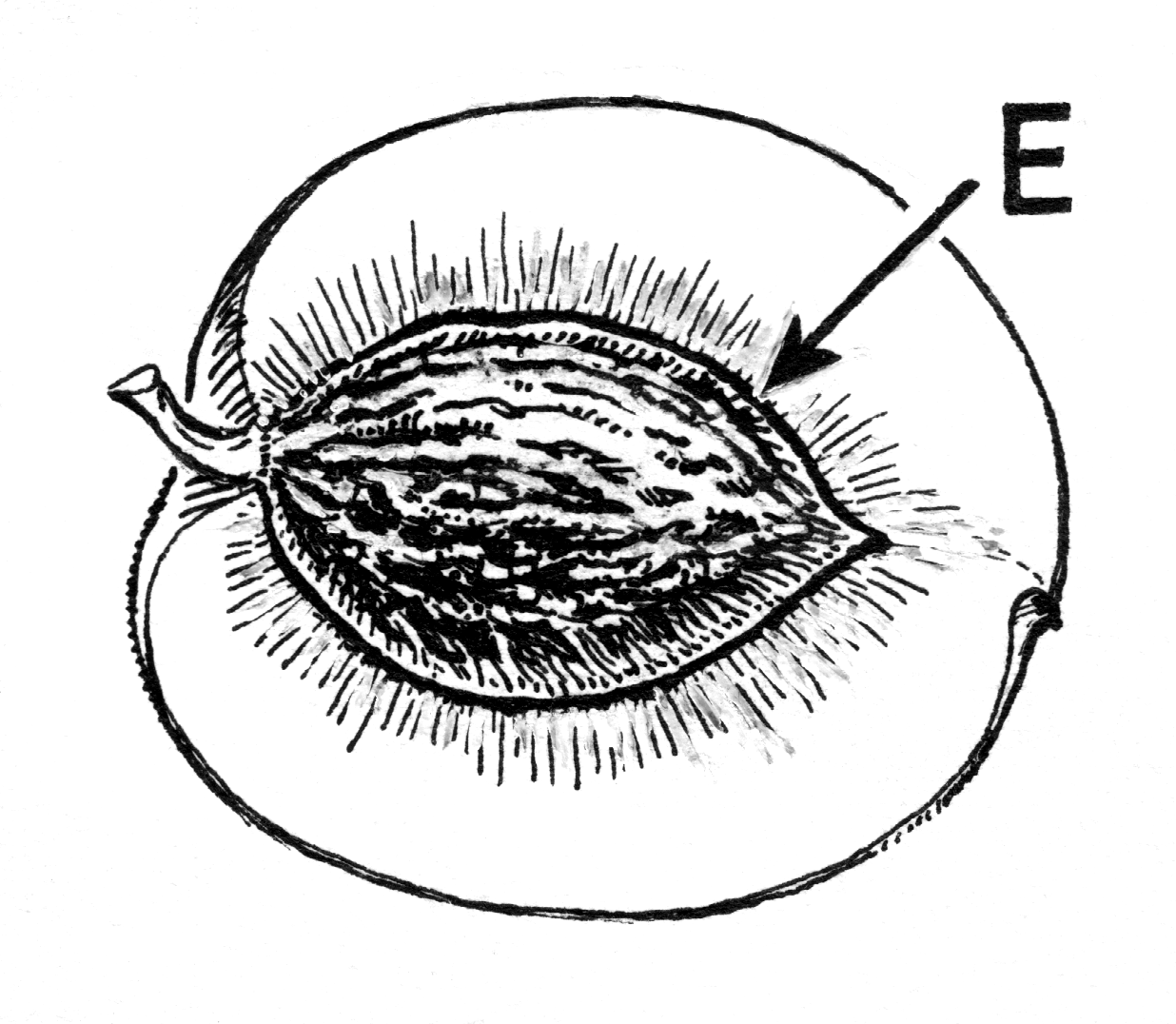
Diagrama de l'endocarpi d'un fruit en drupa, és el pinyol dur que envolta la llavor.

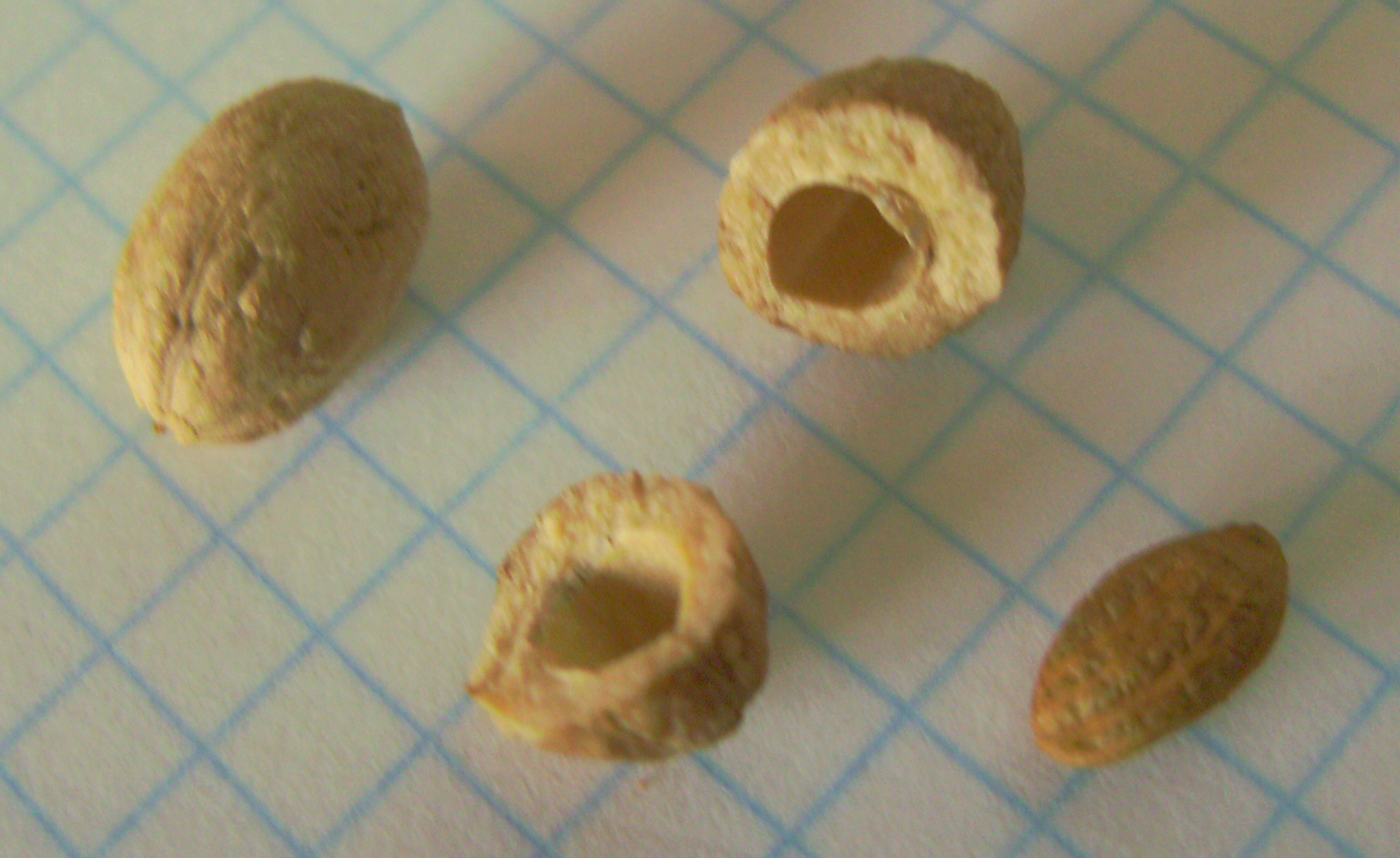
Endocarpi de l'oliva, sencer (esquerra), trencat i amb la llavor que conté dins

En botànica, l'endocarpi o pinyol és la part interna del pericarpi que està en contacte amb la llavor, és a dir, la llavor és dins de l'endocarpi. En fruits en baia, com són el raïm, el tomàquet o el plàtan, l'endocarpi és molt carnós. En fruits en hesperidi com les  llimones i les taronges l'endocarpi està dividit en grills membranosos plens de polpa sucosa dins dels quals es troben immerses les llavors. En els fruits en drupa, com l'ametlla, el préssec, la cirera o l'oliva, l'endocarpi està endurit formant el pinyol. En fruits en pom, com la poma i la pera l'endocarpi és coriaci i es troba envoltat pel receptacle de la flor (que és el que mengem) que s'ha desenvolupat al mateix temps que el fruit.